# German Cycling
German Cycling – Bund Deutscher Radfahrer e. V. (BDR) ist der Verband für Radsportler im Deutschen Olympischen Sportbund. Er hat seinen Sitz in Frankfurt am Main und ist in 17 Landesverbände unterteilt. Die rund 2.400 angeschlossenen Vereine haben zusammen knapp 150.000 Mitglieder. Der BDR ist Mitglied des Weltradsportverbandes Union Cycliste Internationale (UCI) und des europäischen Verbandes Union Européenne de Cyclisme (UEC).

## Aufgaben
Der BDR regelt die Aktivitäten von organisierten Leistungs- und Breitensportlern. Dazu gehören die Veranstaltung von Trainingslagern, Wettkämpfen sowie die Ausbildung von Trainern und die Jugendarbeit. Für die Teilnahme an Renn- und Breitensportveranstaltungen vergibt der BDR über seine Landesverbände Startberechtigungen in Form von Lizenzen und Wertungskarten. Hierbei achtet der BDR sehr auf die Anerkennung als allein vertretender Fachverband aller Radfahrer. Deshalb gestaltet sich die Abstimmung und Kooperation im Sportbetrieb mit anderen Radfahrer-Verbänden nicht immer einfach, zum Beispiel im Bereich Kunstrad mit dem RKB Solidarität oder im Bereich Einrad mit dem Einradverband Deutschland und dem RKB Solidarität.
Im Rahmen der Lobbyarbeit des Verbandes setzt der BDR sich auch für die Belange von Radsportlern und Hobby-Radfahrern im Straßenverkehr ein, engagiert sich aber nicht in dem Maße im Straßenverkehr wie beispielsweise der ADFC. So hat der BDR zum Beispiel die Petition gegen die Radwegbenutzungspflicht nicht mitunterzeichnet und auch keine Stellungnahme dazu veröffentlicht.

## Disziplinen
Im Bereich Leistungssport / Wettkampf gibt es:
Straßenradsport, Bahnradsport, Querfeldeinrennen, Kunstradfahren, Radball, Radpolo, BMX, Mountainbike, Fahrrad-Trial und Einrad.
Im Bereich des Breiten- und Freizeitsport:
Radwanderungen, Radtourenfahren und Country-Tourenfahrten.

## Internationale Veranstaltungen
Bis 1999 veranstaltete der Bund Deutscher Radfahrer 38 UCI-Weltmeisterschaften in verschiedenen Radsportdisziplinen. 2003 organisierte der BDR Bahn-Weltmeisterschaften in Stuttgart und sprang damit kurzfristig für das chinesische Shenzhen ein. Die dort geplanten Weltmeisterschaften wurden wegen der SARS-Epidemie in Südostasien abgesagt.
Im Februar 2014 bewarb sich der BDR mit einem „Drei-Stufen-Plan“ um die UCI-Bahn-Weltmeisterschaften 2019 oder 2020. 2020 wurden die Weltmeisterschaften im Velodrom in Berlin ausgetragen. 2017 fanden in Berlin UEC-Bahn-Europameisterschaften und ein Lauf des Bahnrad-Weltcups 2018/19 statt.

## Anti-Doping
Der BDR steht seit Jahrzehnten bedingt durch die Dopingvorfälle im Berufsradsport wie kein anderer Sportfachverband im Kampf gegen Doping unter spezieller Beobachtung in der Öffentlichkeit. Besonders die Präsidentin Sylvia Schenk und ihr Nachfolger Rudolf Scharping bemühten sich um mehr Glaubwürdigkeit im Anti-Dopingkampf. Die vom BDR einberufene unabhängige Antidopingkommission, der unter anderem auch der Schwimmolympiasieger Michael Groß angehörte, stellte am 10. September 2007 ihre Arbeit bereits nach wenigen Monaten wegen fehlender Konzepte wieder ein.

## Geschichte

### Die Anfänge

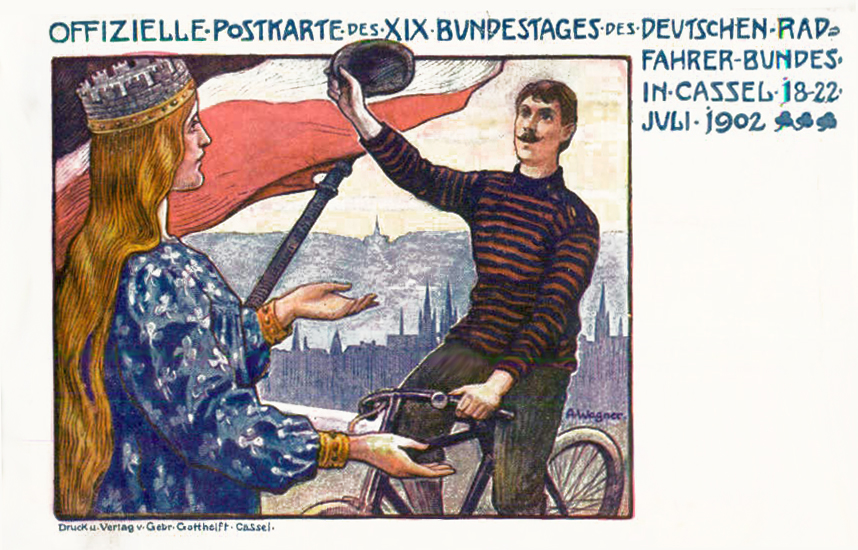
Offizielle Postkarte des XIX. Bundestages des Deutschen Radfahrer-Bundes in Cassel, 18.–22. Juli 1902

BDR-Heinrich Stevens, hier mit dem Radrennfahrer Peter Günther, holte 1927 die Weltmeisterschaften nach Deutschland

1881 versammelten sich in Frankfurt am Main erstmals deutsche Radfahrer-Vereine mit dem Ziel, einen Verband zu gründen. Am 1. August desselben Jahres erschien die erste deutsche Radsportzeitschrift Das Velociped, die von dem Engländer T. H. S. Walker herausgegeben wurde. Nach der Gründung des Deutschen Radfahrer-Bundes (DRB) wurde die Zeitschrift unter dem Titel Der Radfahrer dessen offizielles Organ. Der Verband wurde schließlich am 17. August 1884 in Leipzig als Vereinigung des Deutschen, des Deutsch-Österreichischen und des  Norddeutschen Velocipedisten-Bundes gegründet, der zu diesem Zeitpunkt 2537 Mitglieder hatte.
Im Jahr darauf spalteten sich jedoch wieder einige Verbände aus Unzufriedenheit ab und schlossen sich zum Allgemeinen Deutschen Radfahrer-Verband (ADRV) zusammen mit dem Verbandsorgan Der deutsche Radfahrer. 1886 folgte die Gründung der Allgemeinen Radfahrer-Union (ARU), die vor allem das Radwandern pflegen wollte. Während in DRB und ADRV nur Vereine Mitglied waren, bestand die ARU nur aus persönlichen Mitgliedern. Ab 1888 gab der DRB eine eigene Zeitschrift, die Bundeszeitung heraus, die jedes Mitglied kostenlos erhielt. 1891 wurde zudem der Sächsische Radfahrer-Bund gegründet, der sich als Landesverband neben den drei großen Verbänden hielt, bis zur Gleichschaltung im Jahre 1933. Bis dahin organisierten sich außerdem ab 1924 weitere regionale Radfahrerbünde in der Vereinigung Deutscher Radsport-Verbände (VDRV).
1894 hatte der DRB rund 22.000 Mitglieder und trat der International Cyclists Association bei, der Vorläuferin der Union Cycliste Internationale (UCI), bei, die 1900 gegründet wurde. Der Verband vertrat nur Amateurfahrer und lehnte den Profisport ab. Zudem durften die Mitglieder des DRB nicht an Rennen teilnehmen, bei denen auch Profis fuhren. Es folgten jahrzehntelange Konflikte um Amateur- und Profistatus zwischen verschiedenen Verbänden, der mächtigste war schließlich der Verband Deutsche Radrennbahnen (VDR), dem sich der DRB 1908 anschloss. 1895 fanden in Deutschland erstmals Weltmeisterschaften statt.
1910 kam es wegen einer vermeintlichen Fehlentscheidung bei den Bahnweltmeisterschaften gegen den deutschen Fahrer Henry Mayer zu einem Zerwürfnis des VDR/DRB mit der UCI, so dass deutscher Fahrer zwei Jahre nicht an UCI-Weltmeisterschaften teilnahmen und die Deutsche eigene Weltmeisterschaften veranstalteten. 1913 kam es zu einer Einigung. 1911 wurde erstmals mit der Rundfahrt Quer durch Deutschland eine große Landesrundfahrt in Deutschland ausgetragen.

### Bis 1933
1919 vereinigten sich DRB und ARU zum Bund Deutscher Radfahrer; im selben Jahr wurde die Deutsche Radfahrer-Union gegründet von Radfahrern, die mit der Politik des BDR nicht einverstanden waren. 1923 wurde der Verband, der rund 100.000 Mitglieder hatte, nach dem Ausschluss infolge des Ersten Weltkriegs wieder in die UCI aufgenommen. 1926 endeten jahrelange Streitigkeiten zwischen dem BDR, dem Verband der Berufsfahrer und dem VDR damit, dass die beiden Verbände dem BDR beitraten und dieser nun auch die Oberhoheit über den Berufsradsport erhielt. 1927 fanden in Deutschland die Straßenweltmeisterschaften auf dem Nürburgring und die Bahnweltmeisterschaften in Köln und Elberfeld statt, auf Betreiben des BDR-Präsidenten Heinrich Stevens aus Köln, der auch Vizepräsident der UCI war.
1923 wurde im Kurpark von Bad Schmiedeberg das Bundesradfahrerdenkmal enthüllt, eine Gedenkstätte für die Gefallenen des Ersten Weltkriegs.

### 1933 bis 1945

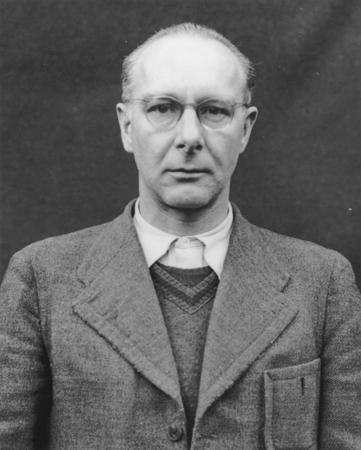
Von 1938 bis 1945 leitete „Reichsradsportführer“ Viktor Brack den Verband. Er wurde 1948 als Kriegsverbrecher hingerichtet

Nach der Machtergreifung durch die Nationalsozialisten wurde der BDR am 13. April 1933 unter Führung von Ferry Ohrtmann gleichgeschaltet, noch bevor es die entsprechenden Verordnungen gab. Insgesamt 35 Verbände wurden aufgelöst. Seine Funktionen übernahm der neu gegründete Deutsche Radfahrer-Verband (DRV) und ab 1938 das Fachamt 15 des Deutschen Reichsbundes für Leibesübungen. Weitere Radfahrerbünde wurden verboten und Führungspositionen gemäß Arierparagraph besetzt. Das bisherige Verbandsorgan Bundeszeitung wurde in Der Deutsche Radfahrer umbenannt. Der bisheriger Chefredakteur der Zeitschrift Illustrierter Radrenn-Sport, Organisator und Veranstalter Erich Kroner, der jüdischer Abkunft war, wurde im KZ Sachsenhausen inhaftiert, nach seiner Entlassung starb er. Sein Nachfolger wurde Fredy Budzinski, der aber wegen seiner jüdischen Ehefrau den Posten auch bald wieder räumen musste, nachdem der Illus mit dem Verbandsorgan Der Deutsche Radfahrer fusioniert worden war. Auf Fürsprache von Carl Diem konnte Budzinski von 1938 bis 1944 (Erscheinen eingestellt) wieder für die Verbandszeitung arbeiten, aber es durften keine Artikel unter seinem Namen erscheinen.
Am 1. Januar 1934 erließ der DRV neue Wettkampfrichtlinien für Sechstagerennen: Die Fahrergagen wurden vereinheitlicht, es durfte nicht mehr rund um die Uhr gefahren werden, und Trikotwerbung war untersagt. Auch durfte der „Sportpalastwalzer“ nicht mehr gespielt werden, da sein Komponist Siegfried Translateur Jude war. Der neue Modus traf weder bei Fahrern noch bei Zuschauern auf Zustimmung, so dass 1934 die letzten beiden Sechstagerennen vor dem Krieg in Deutschland ausgetragen wurden.
Vom 1. April 1938 bis zum Ende des Zweiten Weltkrieges fungierte der SS-Oberführer Viktor Brack als Reichsfachamtsleiter und leitete nun den BDR. In dieser Funktion ließ Brack falsche Meldungen über den Tod des Radrennfahrers Albert Richter verbreiten; ob er indes persönlich, wie vermutet, die Tötung Richters befohlen hat, kann nicht belegt werden. Als einer der maßgeblichen Organisatoren der NS-Krankenmorde, der sogenannten „Aktion T4“, und von medizinischen Experimenten in Konzentrationslagern wurde er im Nürnberger Ärzteprozess 1947 zum Tode verurteilt und 1948 hingerichtet.
Nach dem Anschluss Österreichs wurde der Österreichische Radfahrer-Bund als Gau XVII Ostmark in den DRV eingegliedert. Mit Ausbruch des Zweiten Weltkriegs wurden Straßenrennen stark reduziert und vorwiegend Kriterien und Bahnrennen ausgetragen. Internationale Profirennen fanden zuletzt 1942 statt.

### 1945 bis 1989
Mit Gesetz Nr. 5 der amerikanischen Militärregierung vom 31. Mai 1945 wurde die NSDAP mit allen ihren Einrichtungen und Organisationen aufgelöst, und damit auch der Deutsche Radfahrer-Verband. Am 21. November 1948 erfolgte die Wiederbegründung des BDR in Frankfurt am Main. Der BDR führte den Untertitel „Vereinigung der deutschen Radsportverbände und Organisationen“. Gleichzeitig beschlossen die Delegierten aus allen vier Besatzungszonen die Auflösung der bisherigen Interessengemeinschaft Radsport (IG Radsport). Der BDR vertrat ab 1969 nur Amateursportler, die Profis hatten wiederum einen eigenen Verband. Anfang März 1950 wurde der BDR nach einem Beschluss der UCI-Delegierten mit 49 Ja-Stimmen gegen 14 Nein-Stimmen wieder in die UCI aufgenommen.
Kurt Kühn, Präsident des BDR von 1950 bis 1955, war von 1933 bis 1945 Fachwart für Hallenradsport gewesen. Sein Nachfolger Gerhard Schulze war in der NS-Zeit Reichsjugendfachwart im Nationalsozialistischen Reichsbund für Leibesübungen und schrieb in dieser Eigenschaft 1940 im Verbandsorgan Der Deutsche Radfahrer: „Heute erkennt jeder Deutsche, daß der unerschöpfliche Lebensquell für die Sicherstellung des Nachwuchses im deutschen Sport einzig und allein in der HJ verankert ist. [...] Wir schaffen in der Dreieinigkeit Körper, Geist und Seele denjenigen deutschen Menschen zum einigen Schutz und unvergänglichem Ruhme des Großdeutschen Reiches.“
Verbandsorgan wurde 1950 die Zeitschrift Radsport, die wie der Deutsche Radfahrer und der Illustrierte Radrenn-Sport zuvor im Sportverlag von Kurt Stoof herausgegeben wurde. Der Verlag war nach dem Krieg von Berlin nach Köln umgezogen. Dort erschien die Zeitschrift bis 1985.
Im Jahr 1951 nahmen erstmals nach dem Krieg wieder deutsche Radsportler an UCI-Weltmeisterschaften und 1952 an Olympischen Spielen teil, bei den Olympischen Spielen innerhalb einer gesamtdeutschen Mannschaft. 1954 fanden in Solingen Straßenweltmeisterschaften statt. 1956 in Melbourne startete erstmals eine gesamtdeutsche Radsportmannschaft mit zehn Sportlern bei Olympischen Spielen und errang eine Bronzemedaille in der Mannschaftswertung des Straßenrennens. Zuvor wurden Qualifizierungswettbewerbe ausgetragen, bei denen entschieden wurde, welche Fahrer aus welchem Teil Deutschlands bei Olympia starten durften, was immer wieder zu erbitterten Auseinandersetzungen führte. 1958 wurde der Antrag, Rennen für Frauen durchzuführen vom BDR abgelehnt, obwohl Frauen ab diesem Jahr bei Weltmeisterschaften starten durften. Erst 1967 wurde trotz massiver Proteste einiger Funktionäre der Frauenrennsport in West-Deutschland eingeführt. Mit welchen Problemen die Frauen im BDR noch im Jahr 1970 zu kämpfen hatten, machten die Anträge deutlich, die die spontan gebildete Sprecherinnengruppe der Frauen (unter Führung von Gisela Nagel) an die Bundeshauptversammlung stellte. So wurde gefordert, keine Rennen mehr unter 30 Kilometern Länge auszutragen, den Radwechsel im Rennen zu gestatten, vier Auswahlrennen im Jahr zu veranstalten und eine stimmberechtigte Sprecherin für die Bundeshauptversammlung wählen zu können.
Bei den Olympischen Spielen 1968 in Mexiko-Stadt traten erstmals zwei eigenständige Mannschaften des BDR für die BRD (13 Starter) und des DRSV für die DDR (17 Starter) gemeinsam unter einer Deutschlandfahne mit olympischen Ringen an. Bei den Siegerehrungen wurde der Schlusschor aus Beethovens neunter Symphonie anstatt der Hymnen gespielt. Die BDR-Sportler errangen eine Silbermedaille in der Mannschaftsverfolgung, nachdem das Team zunächst wegen „unerlaubten Anschiebens“ zunächst disqualifiziert worden war.
1970 wurde der damalige BDR-Präsident Erwin Hauck von der Bundeshauptversammlung des BDR suspendiert, weil er Nationalfahrern Dopingmissbrauch vorgeworfen hatte und diese sich daraufhin geweigert hatten, das Nationaltrikot zu tragen. Im Jahr darauf verzeichnete der BDR rund 50.000 Mark Schulden, die jedoch innerhalb von drei Jahren abgebaut werden konnten. Der Profiradsport befand sich in einer Krise, so dass keine eigenständigen deutschen Straßenmeisterschaften ausgetragen werden konnten und diese daher gemeinsam mit Luxemburg und der Schweiz ausgetragen wurden. 1972 starteten die beiden deutschen Mannschaften erstmals als souveräne Mannschaften von BDR und DDR an mit eigenen Fahnen und Hymnen an. Der Radsportbetrieb zwischen beiden deutschen Staaten war zu diesem Zeitpunkt nahezu gänzlich eingestellt. 1978 fanden erneut Weltmeisterschaften in Deutschland statt, die Bahnwettbewerbe in München, die Straßenwettbewerbe auf dem Nürburgring und in Brauweiler bei Köln.

### Ab 1989

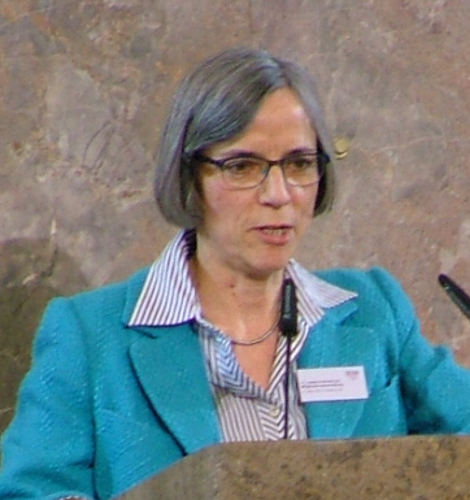
Sylvia Schenk leitete den BDR von 2001 bis 2004

1989 hatte der BDR mit rund 101.000 Mitgliedern erstmals die Grenze von 100.000 überschritten, was zuletzt 1923 (rund 103.000) der Fall gewesen war. Zudem fand im Dezember desselben Jahres ein erstes Treffen zwischen BDR und dem Deutschen Radsport-Verband der DDR (DRSV) statt, um die weitere Zusammenarbeit zu koordinieren. Bei den UCI-Bahn-Weltmeisterschaften 1990 in Maebashi entfernten die Präsidenten des BDR, Werner Göhner, und des DRSV, Wolfgang Schoppe, symbolisch die Gitter zwischen den Fahrerboxen der beiden deutschen Mannschaften. Am 8. Dezember 1990 traten die fünf Landesverbände der neuen Bundesländer dem BDR bei. 1993 wurde die Trennung zwischen Amateur- und Profisportlern aufgehoben.
Mit Sylvia Schenk wurde 2001 erstmals eine Frau Präsidentin des BDR. Bei den UCI-Bahn-Weltmeisterschaften 2003 in Stuttgart kam es bei der Mannschaftsverfolgung zu einem Eklat: Der deutsche Bahnvierer trat nicht zur Qualifikation an, da sich die Thüringer Fahrer Jens Lehmann, Daniel Becke, Sebastian Siedler und Christian Bach geweigert hatten, gemeinsam mit den Berlinern Robert Bartko und Guido Fulst zu starten, weil Lehmann nicht für die Einerverfolgung nominiert worden war.
Schenk trat 2004 nach Kontroversen mit dem damaligen Sportdirektor, Burckhard Bremer, zurück, weil sie sich mit einem transparenteren Kurs im Leistungsradsport nicht durchsetzen konnte. Auslöser der Entwicklung war der Fall des Fahrers Christian Lademann, bei dem vor den Olympischen Spielen in Athen auffällige Blutwerte vorlagen, was Bremer jedoch der Präsidentin verschwiegen hatte. Auf der Ebene des Weltradsportverbandes UCI kritisierte Schenk öffentlich, dass z. B. der spätere Präsident Pat McQuaid schon vor seiner Wahl von der UCI Geld erhalten habe. 2013 bewarb sie sich erneut als Präsidentin des Verbandes, unterlag aber bei der Wahl gegen Rudolf Scharping, der eine dritte Amtszeit antrat.
2009 feierte der BDR in Leipzig, wo der Verband 1884 gegründet worden war, sein 125-jähriges Bestehen. Die Gestaltung dieser Feier war umstritten: Während die frühere Präsidentin Sylvia Schenk nicht eingeladen worden war, standen hingegen Fahrer wie Rudi Altig, Jan Ullrich und Dietrich Thurau auf der Gästeliste, von denen bekannt war, dass sie gedopt hatten. Vor der Feier gab es eine Präsidentenwahl, bei der sich Scharping zum zweiten Mal zur Wahl stellte, sein Gegenkandidat war der frühere Rennfahrer Dieter Berkmann, der von einigen Landesverbänden unterstützt wurde. Scharping wurde trotz starker Kritik – unter anderem wurde ihm vorgeworfen, den Vertrag mit dem umstrittenen Sportdirektor Bremer verlängert zu haben – wiedergewählt. 2013 trat die frühere Präsidentin Sylvia Schenk bei der Präsidentenwahl gegen Scharping an, unterlag diesem aber in einer Kampfabstimmung.
Im November 2016 traten sowohl der stellvertretende Präsident Peter W. Streng wie auch für die Außendarstellung des BDR zuständige Vizepräsident Manfred Schwarz von ihren Ämtern zurück. Streng war in die Kritik geraten, weil er auf seiner Facebookseite fremdenfeindliche Inhalte geteilt hatte. Schwarz wurde vom Verband vorgeworfen, seine durch seine Pressearbeit erhaltenen Kontakte für politische Beeinflussung zu missbrauchen. In seinen E-Mails über einen Verteiler waren wiederholt die Kriminalität von und Probleme mit Flüchtlingen und Ausländern thematisiert worden. Vorausgegangen waren Proteste von Landesverbänden sowie von Mitgliedern, die ihren Austritt erklären wollten.
Im April 2017 wurde Rudolf Scharping ein viertes Mal zum Präsidenten des BDR gewählt. Neu ins Präsidium kam der ehemalige Radsportler Marcel Wüst, der bis zu seinem Rücktritt im November 2018 als Vizepräsident Kommunikation und Marketing tätig war. Auf Wüst folgte im April 2019 der Schauspieler und ehemalige Rennfahrer Uwe Rohde. Im April 2021 wurde Scharping erneut zum Präsidenten des BDR gewählt.
Im November 2024 wurde bekannt gegeben, dass der Verband künftig als „German Cycling – Bund Deutscher Radfahrer“ firmiere und zudem ein neues Logo erhalte.
2025 trat der bisherige Präsident des Verbandes Rudolf Scharping nach 20 Jahren im Amt nicht wieder zur Wahl an. Zu seinem Nachfolger wurde Bernd Dankowski aus Hamburg gewählt. Auch im Übrigen Präsidium wurden Ämter neu besetzt: Oliver Streich wurde neuer Vize-Präsident für Marketing und Kommunikation, Detlef Wittenbreder für Breitensport und die frühere Kunstrad-Weltmeisterin Katharina Schwarz (ehemals Wurster) für den Hallenradsport.

## Bundesvorsitzende & Präsidenten
Bundesvorsitzende
- 1884–1893: Carl Hindenburg
- 1894–1896: Rudolf Vogel
- 1896–1897: Ludwig Holtbuer
- 1897–1914: Theodor Boeckling
- 1915–1922: Paul Martin
- 1923–1924: Heinrich Stevens
- 1924–1927: Hans Totschek
- 1927–1928: Georg Schweinitz
- 1928–1929: Carl Moshagen
- 1929–1933: Franz Eggert

Verbandsführer DRV
- 1933–1935: Franz Ohrtmann
- 1935–1936: Franz Eggert
- 1936–1937: Otto Holzhüter
- 1937–1945: Viktor Brack

Präsidenten
- 1948–1950: Hans Müller
- 1950–1955: Kurt Kühn
- 1955–1959: Gerhard Schulze
- 1959–1970: Erwin Hauck

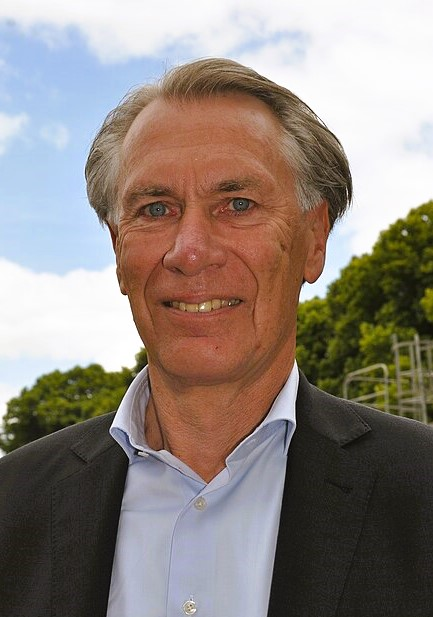
Präsident seit 2025: Bernd Dankowski (2025)

- 1970–1971: Hans Bandele (kommissarisch)
- 1971–1981: Hans-Joachim Hangstein
- 1981–1997: Werner Göhner
- 1997–2001: Manfred Böhmer
- 2001–2004: Sylvia Schenk
- 2004–2005: Fritz Ramseier (kommissarisch)
- 2005–2025: Rudolf Scharping
- seit 2025: Bernd Dankowski

## Landesverbände
- Badischer Radsportverband e. V.
- Bayerischer Radsportverband e. V.
- Berliner Radsportverband e. V.
- Brandenburgischer Radsportverband e. V.
- Bremer Radsportverband e. V.
- Radsportverband Hamburg e. V.
- Hessischer Radfahrerverband e. V.
- Radsportverband Mecklenburg-Vorpommern e. V.
- Radsportverband Niedersachsen e. V.
- Radsportverband Nordrhein-Westfalen e. V.
- Radsportverband Rheinland-Pfalz e. V.
- Saarländischer Radfahrer-Bund e. V.
- Sächsischer Radfahrerbund e. V.
- Landesverband Radsport Sachsen-Anhalt e. V.
- Radsportverband Schleswig-Holstein e. V.
- Thüringer Radsportverband e. V.
- Württembergischer Radsportverband e. V.

## Galerie von Präsidiumsmitgliedern (Auswahl)
(Stand Mai 2025)

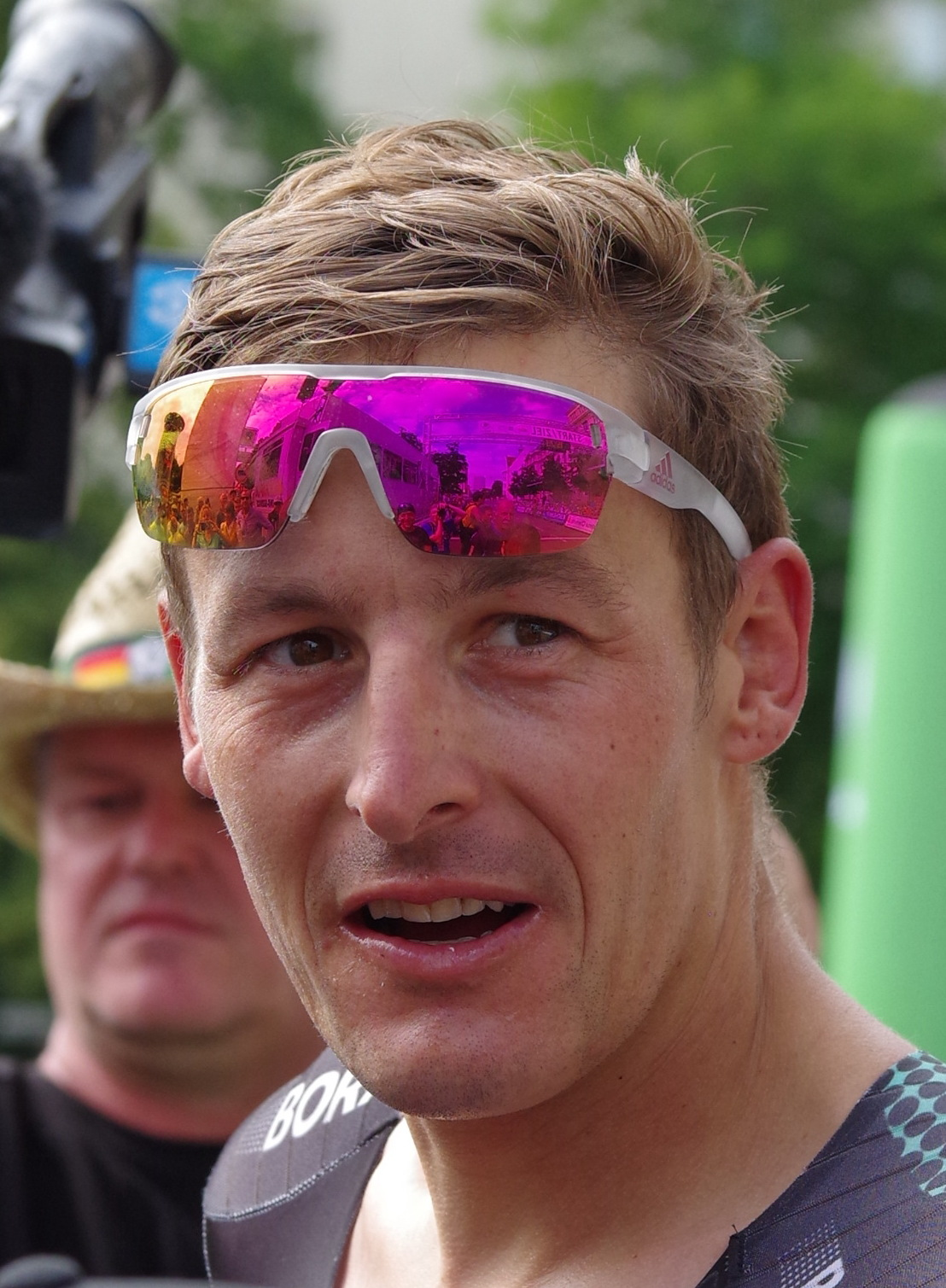
Marcus Burghardt, Vizepräsident Vertragssport
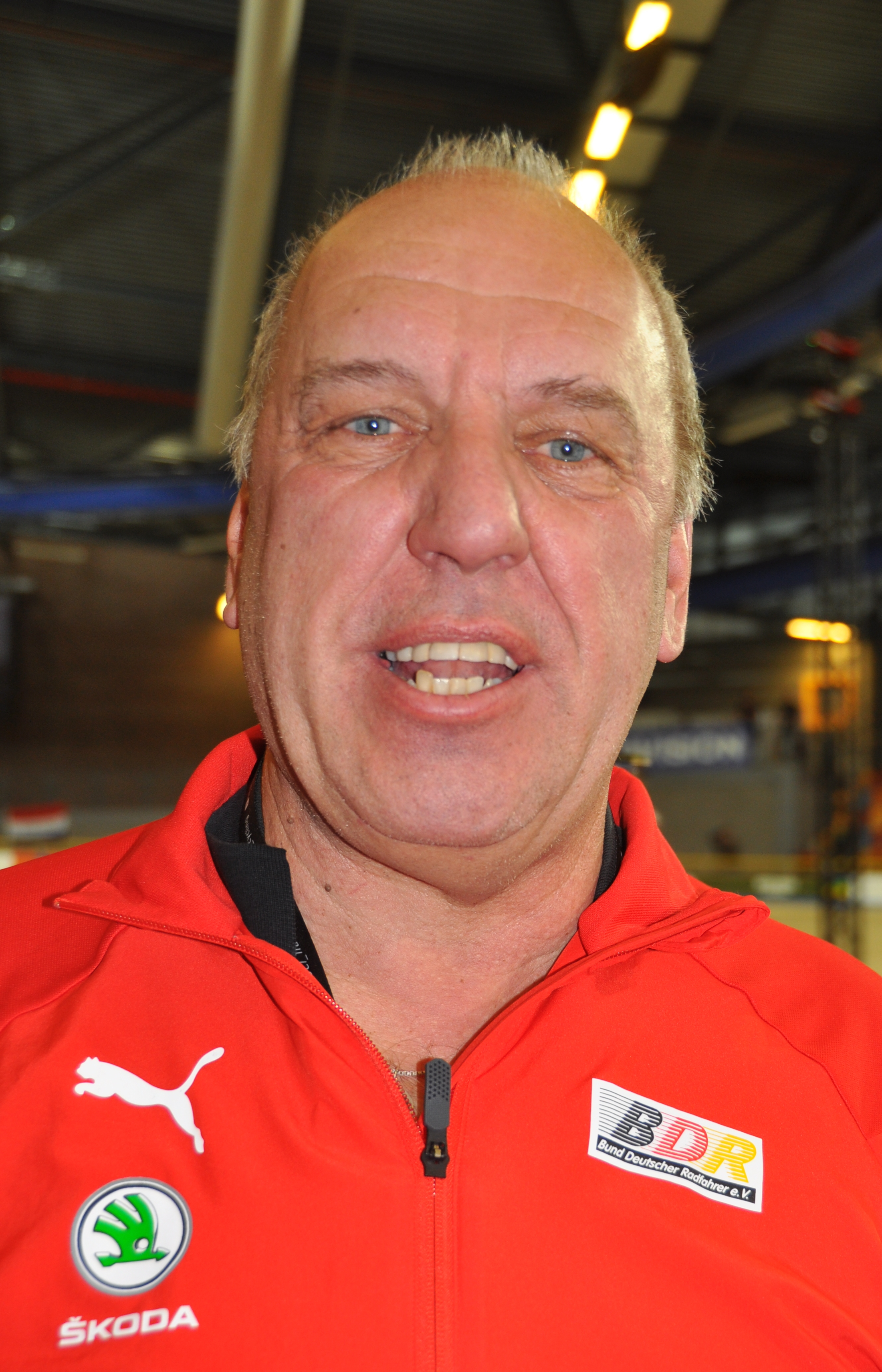
Günter Schabel, Vizepräsident Leistungssport
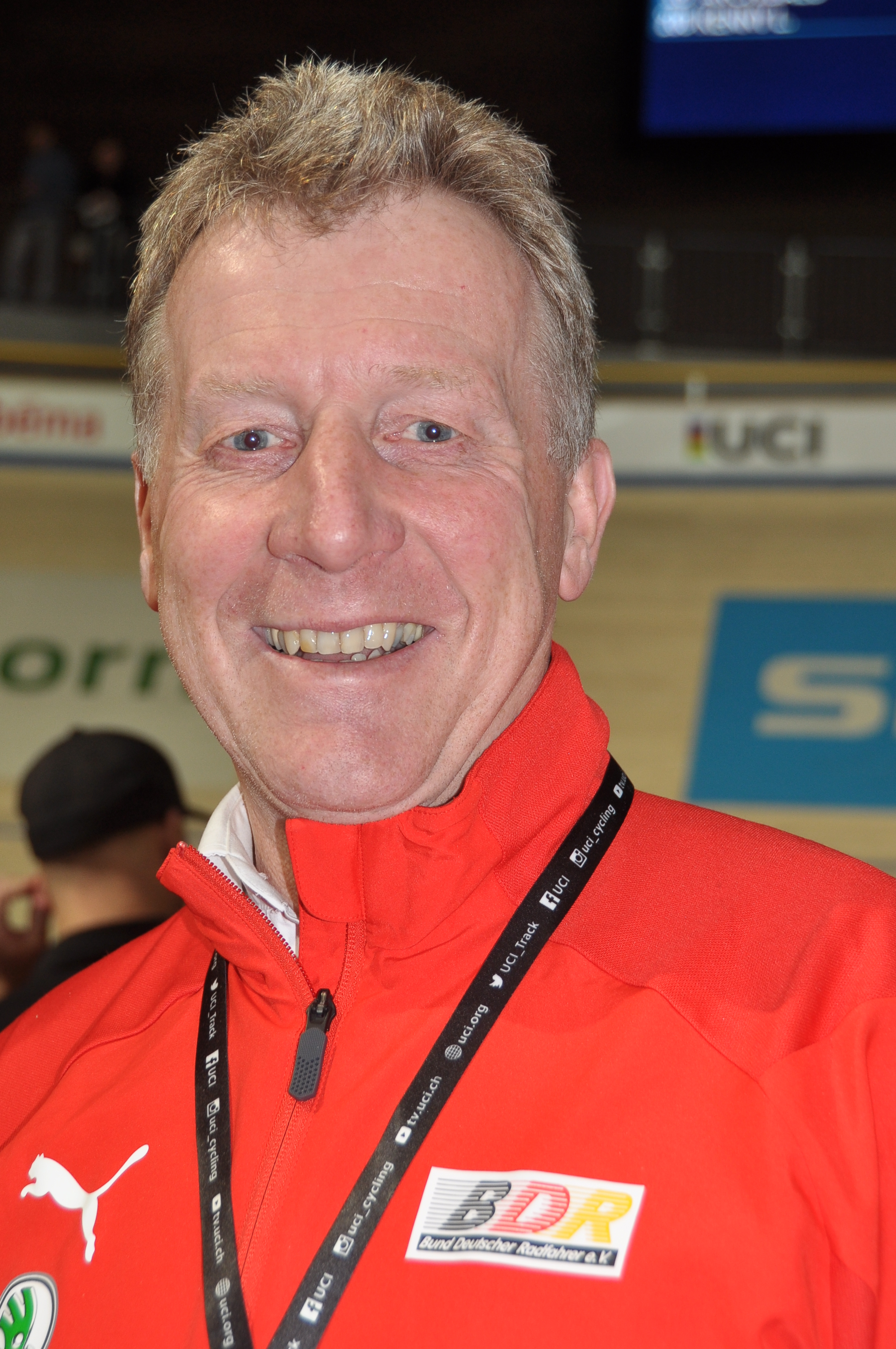
Patrick Moster, Leistungssportdirektor
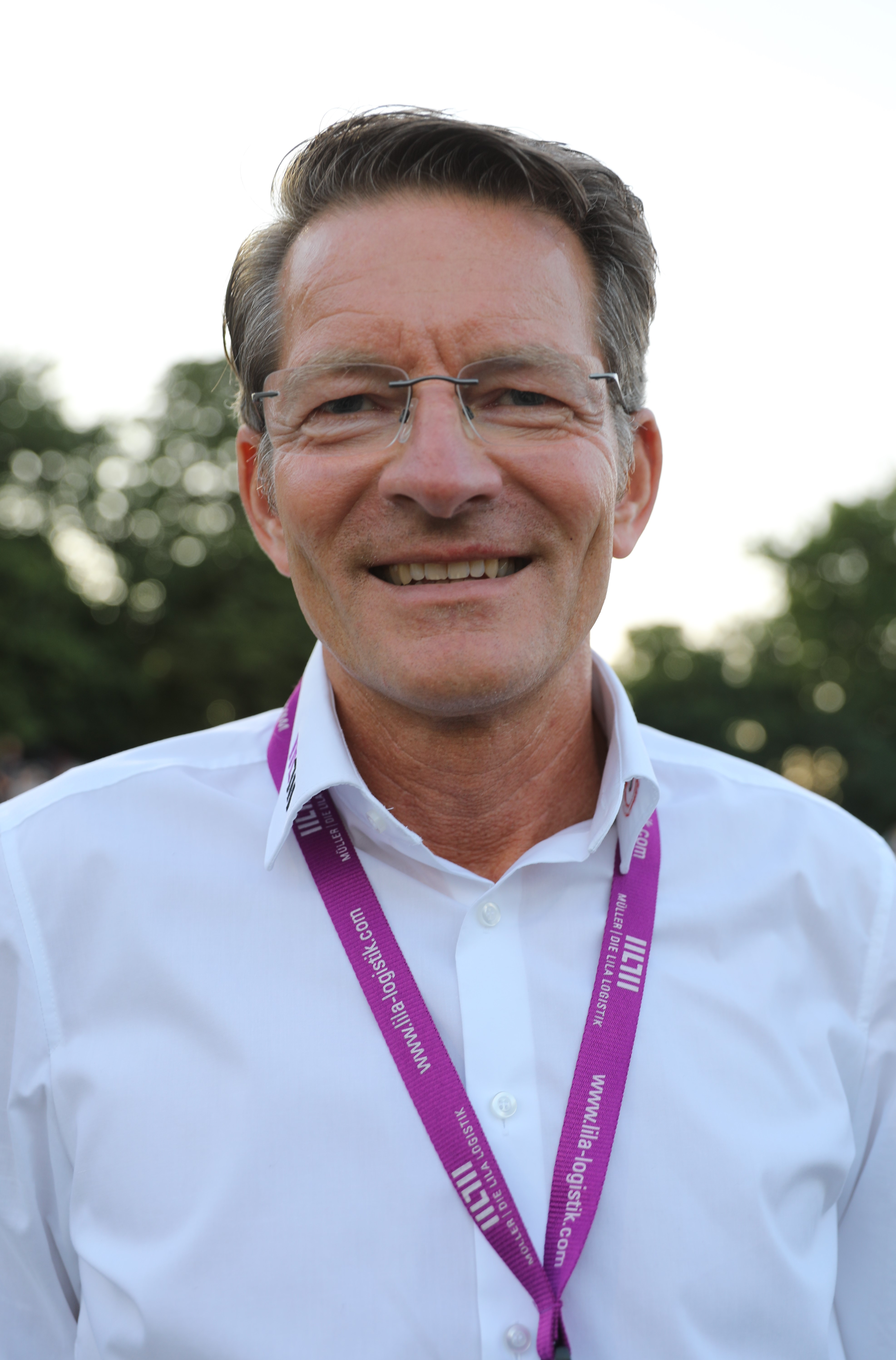
Oliver Streich, Vizepräsident Marketing und Kommunikation
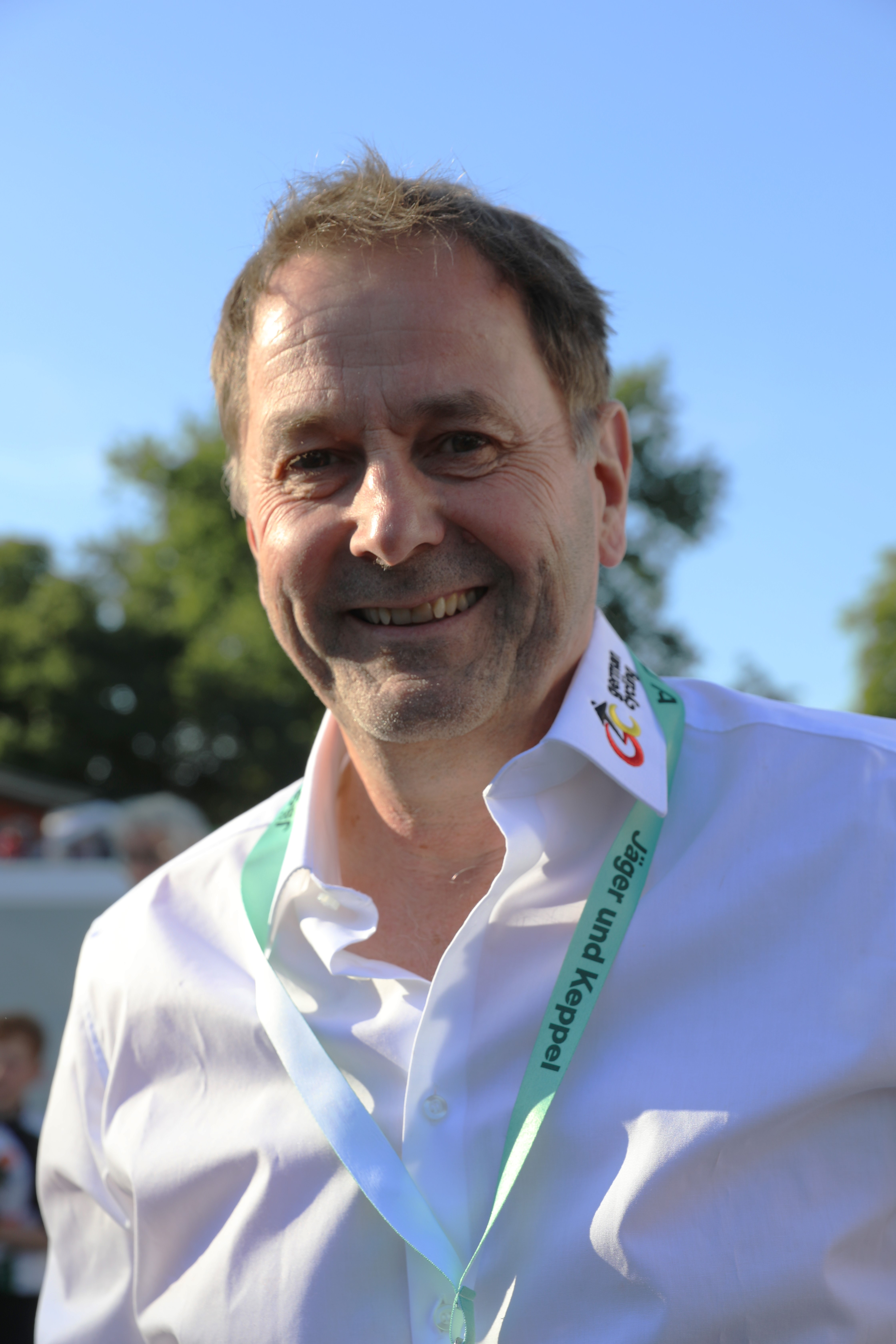
Vizepräsident Harry Bodmer
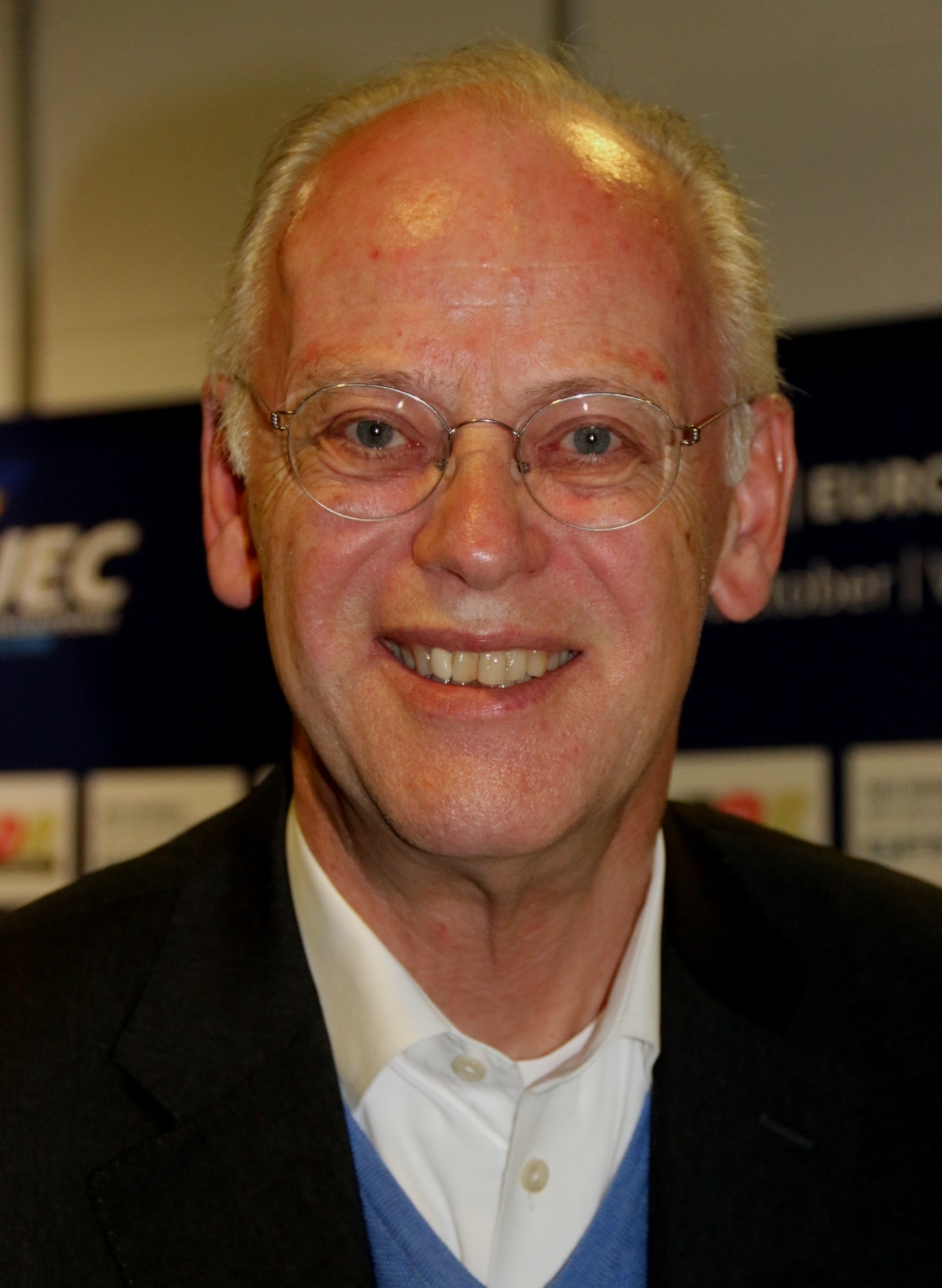
Präsident von 2005 bis 2025: Rudolf Scharping